# Parafia św. Katarzyny Aleksandryjskiej w Wilkowisku
Parafia św. Katarzyny Aleksandryjskiej – parafia rzymskokatolicka, należąca do dekanatu Tymbark w diecezji tarnowskiej. Opiekę nad nią sprawują księża diecezjalni.
Odpust parafialny obchodzony jest w niedzielę przed lub po 25 listopada – wspomnieniu liturgicznym św. Katarzyny Aleksandryjskiej. 

## Historia
Parafia w Wilkowisku została powołana w 1328 – zaledwie cztery lata po jej oficjalnej lokacji na prawie niemieckim przez króla Władysława Łokietka. Pierwszy kościół wzniesiono tu w latach 1337–1338. Został on opisany przez Jana Długosza w Liber beneficiorum dioecesis Cracoviensis. Nieznane są jego losy. 
Wiadomo natomiast, że kolejną świątynię ufundował około 1521 właściciel wsi Mikołaj Jordan z Zakliczyna. Kościół ten spłonął w wielkim pożarze 28 stycznia 1916.
Funkcjonująca do dziś świątynia powstała na wzór poprzedniej w 1923.